# Wirbelwind
Wirbelwind byl jednou z modifikací protiletadlového tanku Flakpanzer IV, který byl postaven na podvozku německého tanku Panzerkampfwagen IV. Stroj měl plně otočnou nástavbu, na níž byl instalován čtyřhlavňový rychlopalný kanón Flakvierling 38 ráže 20 mm.

## Vývoj
Dne 7. dubna 1944 byl na poradě o vývoji samohybných protiletadlových děl navrhnut tank 2. generace jménem Wirbelwind. Byly stanoveny základní požadavky a v květnu 1944 byl firmou Krupp zhotoven první prototyp. Původně se zvažovala i instalace radiolokátoru,[zdroj⁠?!] jenž by umožnil vést boj i za nepříznivých podmínek. Pokud by se tak stalo, vývoj tanku by se nekonečně vlekl a proto bylo od instalace radiolokátoru rychle upuštěno. Výroba začala v srpnu 1944 a pokračovala v Berlíně až do února 1945, kdy byla výroba přestěhována do Teplic. Během 6 měsíců bylo postaveno pouze 105 kusů.

## Věž
Nová devítihranná věž byla v té době moderní a vyspělá. Byl do ní instalován čtyřhlavňový kanón Flakvierling 38 ráže 20 mm. Měla hydraulický i ruční otáčecí systém. Hydraulický mohl otáčet věž rychlostí 60° za sekundu, ruční jen 28°. Pancéřové plochy věže byly silné 16 mm a seshora byla věž úplně otevřená. Původně se zvažovala verze se zavřenou věží, což by však téměř znemožnilo větrání během palby. Zásoba munice pro každou hlaveň činila 800 nábojů.

## Bojové nasazení
První stroje převzala patrně 12. tanková divize SS „Hitlerjugend“. Čtyři stroje se v rámci jednotky Kampfgruppe Peiper zúčastnily ofenzívy v Ardenách. Většina Wirbelwindů se dávala kvůli svojí efektivitě elitním tankovým divizím SS a těžkým tankovým praporům. Dva Wirbelwindy v rámci 503. těžkého tankového praporu (FFH) prchaly po boku dvou tanků Tiger II přes celé Česko do zajetí k Američanům.